# Hosiden
Die Hosiden-Steckerform ist nach dem japanischen Hersteller Hoshiden K.K. (ホシデン株式会社, ~ Kabushiki-gaisha) benannt. Sie zählt zu den Mini-DIN-Verbindungen.
Hosiden-Steckverbinder werden unter anderem für S-Video-Verbindungen (Y/C-Video) verwendet. Da nur Videosignale übertragen werden, muss die Audioverbindung über ein separates Kabel geführt werden (meist Cinch). 
Der Stecker hat vorne einen Durchmesser von 8,95 mm.

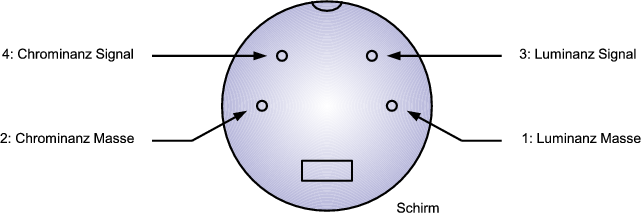
Hosiden-Buchse

Das nebenstehende Bild zeigt die Vorderansicht einer 4-poligen S-Video-Buchse.
Belegung: 
- Pin 1: Helligkeit (Luminanz) Masse
- Pin 2: Farbe (Chrominanz) Masse
- Pin 3: Helligkeit (Luminanz), Y-Pin
- Pin 4: Farbe (Chrominanz), C-Pin

Im Zuge der flächendeckenden Verbreitung von HDMI-Streckverbindern in der Unterhaltungselektronik ist die Benutzung von Hosiden mittlerweile stark zurückgegangen. An aktuellen (2020) Heimkino-AV-Receivern sind derartige Steckverbinder nicht mehr zu finden. Manche ältere Computer-Grafikkarten besaßen eine Hosiden-Buchse als zusätzlichen Videosignalausgang. Auch in der Computertechnik ist sie mittlerweile komplett von HDMI abgelöst worden.